# Cabeção
Cabeção es una freguesia portuguesa del concelho de Mora, con 47,44 km² de superficie y 1259 habitantes (2001). Su densidad de población es de 26,5 hab/km².

## Galería

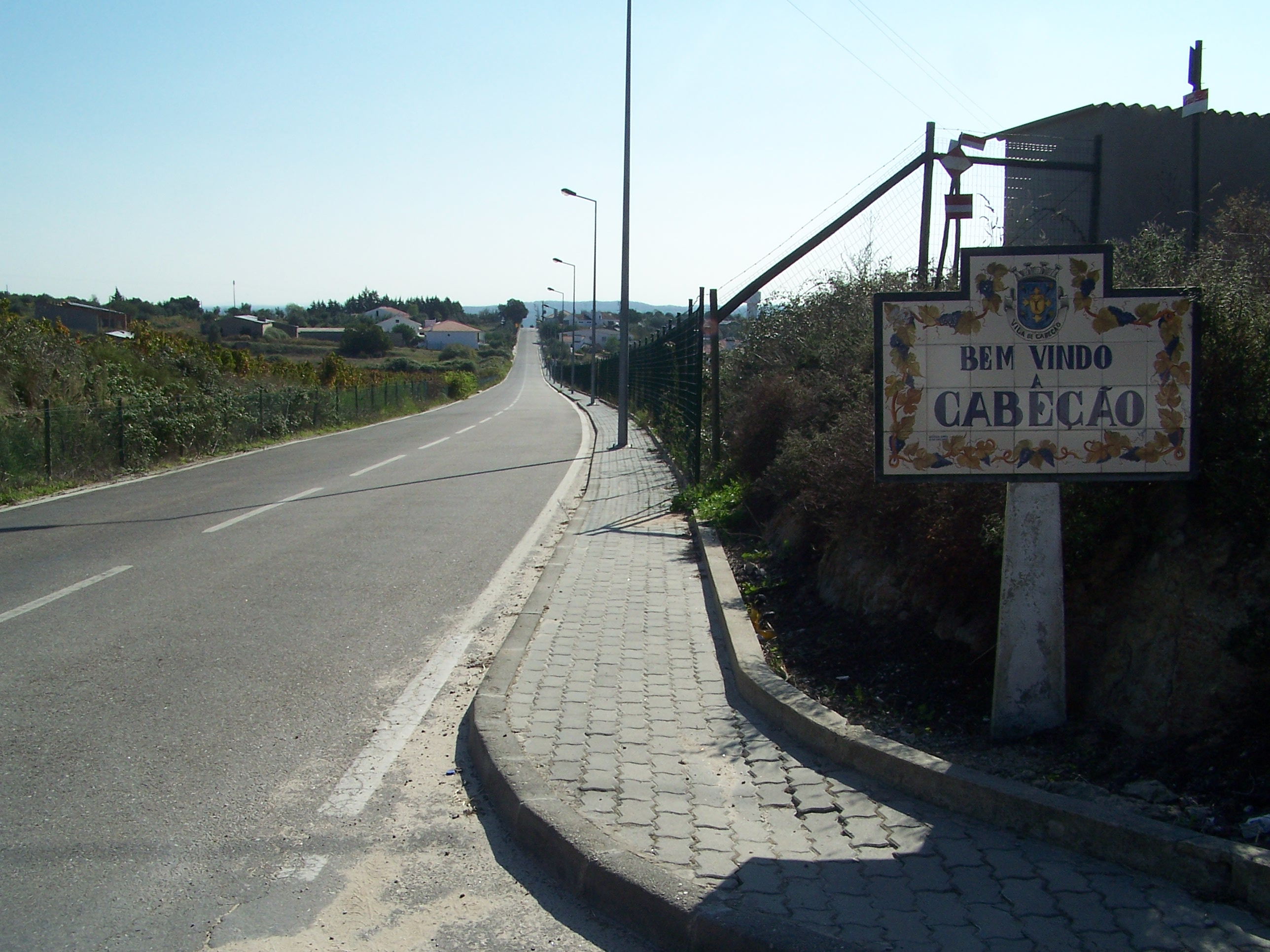
Entrada a la población, lado norte